# Ittihad Riadhi de Tànger
L'Ittihad Riadhi de Tànger o IR Tanger o, més comunament, l'IRT (àrab: الاتحاد الرياضي لطنجة, al-Ittiḥād ar-Riyāḍī li-Ṭanja, ‘la Unió Esportiva de Tànger’) és un club esportiu marroquí fundat l'1 de juny de 1919 a Tànger amb el nom Club Atlètic Hilal de Tànger, amb seu a la mateixa ciutat de Tànger, del qual la seva secció de futbol és la que ha tingut més èxit.
L'IRT també compta amb una secció de bàsquet, una de voleibol, una d'handbol, una de futbol sala, així com una de futbol femení.

## Palmarès
- Lliga marroquina de futbol:[1]
  - Botola Pro1 (1)
    - Campió: 2017/18
    - Subcampió: 1989/90

  - Botola Pro2 (3)
    - Campió: 1930/31, 1961/62 , 2000/01 et 2014/15
    - Subcampió: 1986/87

- Copa marroquina de futbol:[2]
  - 2000-01, 2014-15
- Partits amistosos internacionals:
  - IR Tanger 1 - 1  Atlético Madrid, 26 d'abril de 2011
  - IR Tanger 2 - 1  FC Granada, 4 d'agost de 2015